# Retroculus
Retroculus – rodzaj słodkowodnych ryb okoniokształtnych z rodziny pielęgnicowatych (Cichlidae).

## Występowanie
Ameryka Południowa

## Klasyfikacja
Gatunki zaliczane do tego rodzaju:
- Retroculus acherontos Landim, Moreira & Figueiredo, 2015
- Retroculus lapidifer (Castelnau, 1855)
- Retroculus septentrionalis Gosse, 1971
- Retroculus xinguensis Gosse, 1971